# Jeremy Ebobisse
Jeremy Ebobisse, né le 14 février 1997 à Paris, est un joueur international américain de soccer. Il évolue au poste d'attaquant aux Los Angeles FC en MLS.

## Biographie
Jérémy Ebobisse, né le 14 février 1997 à Paris, est un footballeur international américain évoluant au poste d’attaquant. D’origine camerounaise par son père et malgache par sa mère, il déménage aux États-Unis avec sa famille à l’âge de deux ans, s’installant dans la région de Washington D.C. Il fréquente l’université Duke en Caroline du Nord, où il joue pour les Blue Devils. En 2017, il est sélectionné en quatrième position lors de la MLS SuperDraft par les Portland Timbers, débutant ainsi sa carrière professionnelle en Major League Soccer. En août 2021, il est transféré aux San Jose Earthquakes. En décembre 2024, il signe en tant qu’agent libre avec le Los Angeles FC.

## Palmarès
- Vainqueur du championnat de la CONCACAF des moins de 20 ans en 2017 avec l'équipe des États-Unis des moins de 20 ans